# 佐藤洋之助

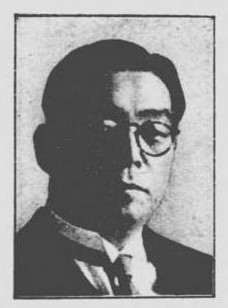
佐藤洋之助

佐藤 洋之助（さとう ようのすけ、1894年（明治27年）7月9日 - 1984年（昭和59年）7月7日）は、日本の政治家、実業家。所属政党は戦前は立憲政友会→政友会革新同盟→日本進歩党、公職追放解除後は自由党→自由民主党。衆議院議員を通算10期務めた。

## 経歴
茨城県猿島郡古河町（現在の古河市）の旧家・佐藤長之助の長男として生まれる。慶応義塾大学中退。古河町会議員、茨城県会議員、同副議長を経て、1932年の第18回衆議院議員総選挙で茨城県3区（当時）から政友会公認で立候補して初当選。1939年の政友会分裂に際しては中島知久平が総裁を務める政友会革新派に参加。1942年の翼賛選挙では翼賛政治体制協議会の推薦を受けて当選する。この間小磯内閣で内務参与官となった。戦後、公職追放となり、追放解除後の1952年の第25回衆議院議員総選挙で茨城3区から自由党公認で立候補して当選した。保守合同後は自民党佐藤派に属し、衆議院逓信委員長、自民党代議士会長などを歴任した。1969年の第32回衆議院議員総選挙に立候補せず、引退した。
1965年4月の春の叙勲で勲三等から勲二等に叙され旭日重光章を、さらに1969年4月の春の叙勲で勲一等に叙され瑞宝章をそれぞれ受章する。
1984年7月7日、死去。89歳没。同月10日、特旨を以て位三級を追陞され、死没日付で正五位から従三位に叙された。